# 阿尔米兰特塔曼达雷
阿尔米兰特塔曼达雷是巴西巴拉那州的一个市镇。总面积145.195平方公里，总人口96739人，人口密度666.3人/平方公里。